# Dogū

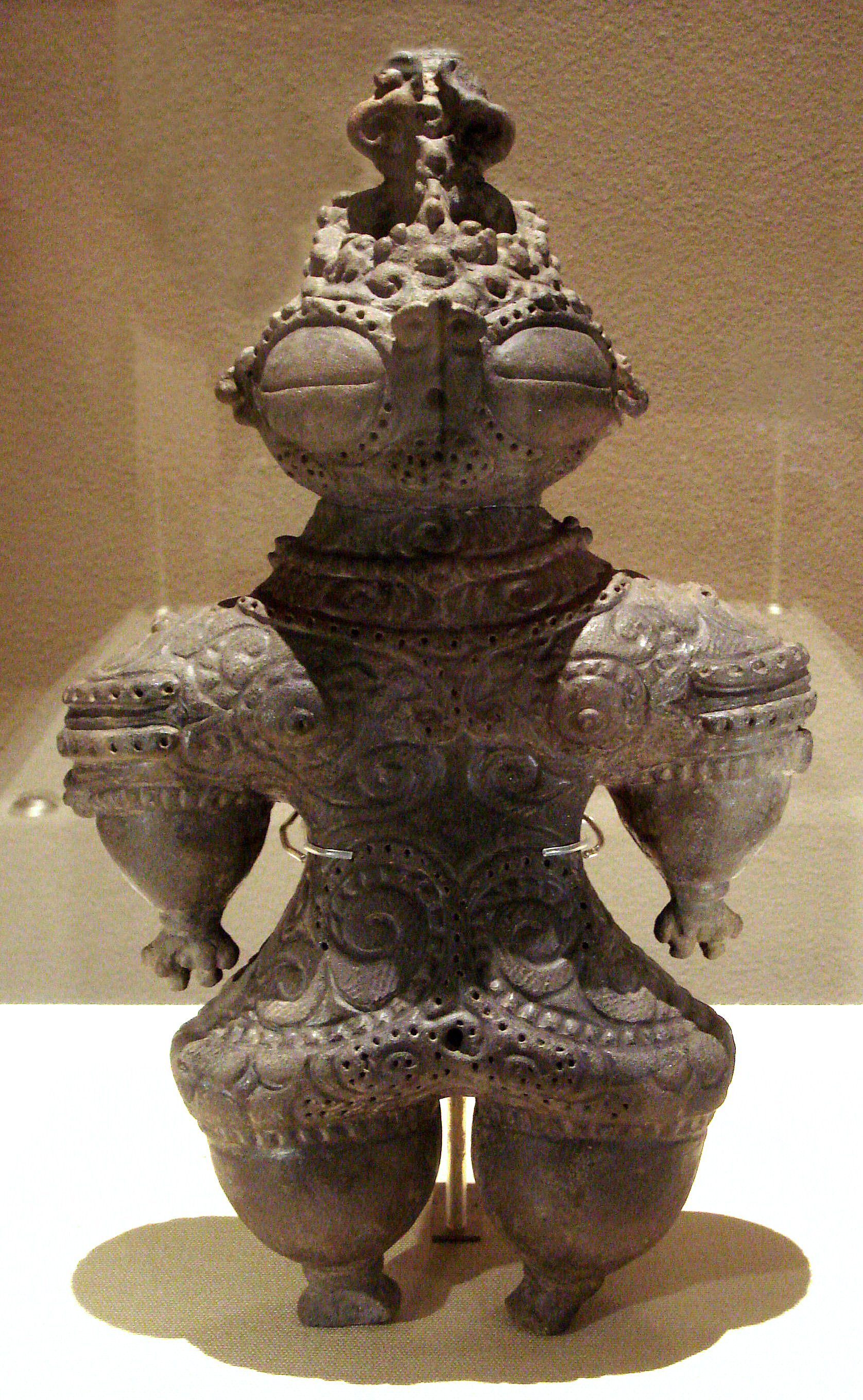
Dogū encontrado en el sitio de Ebisuda en Tajiri, Prefectura de Miyagi, 1000–400 a. C.

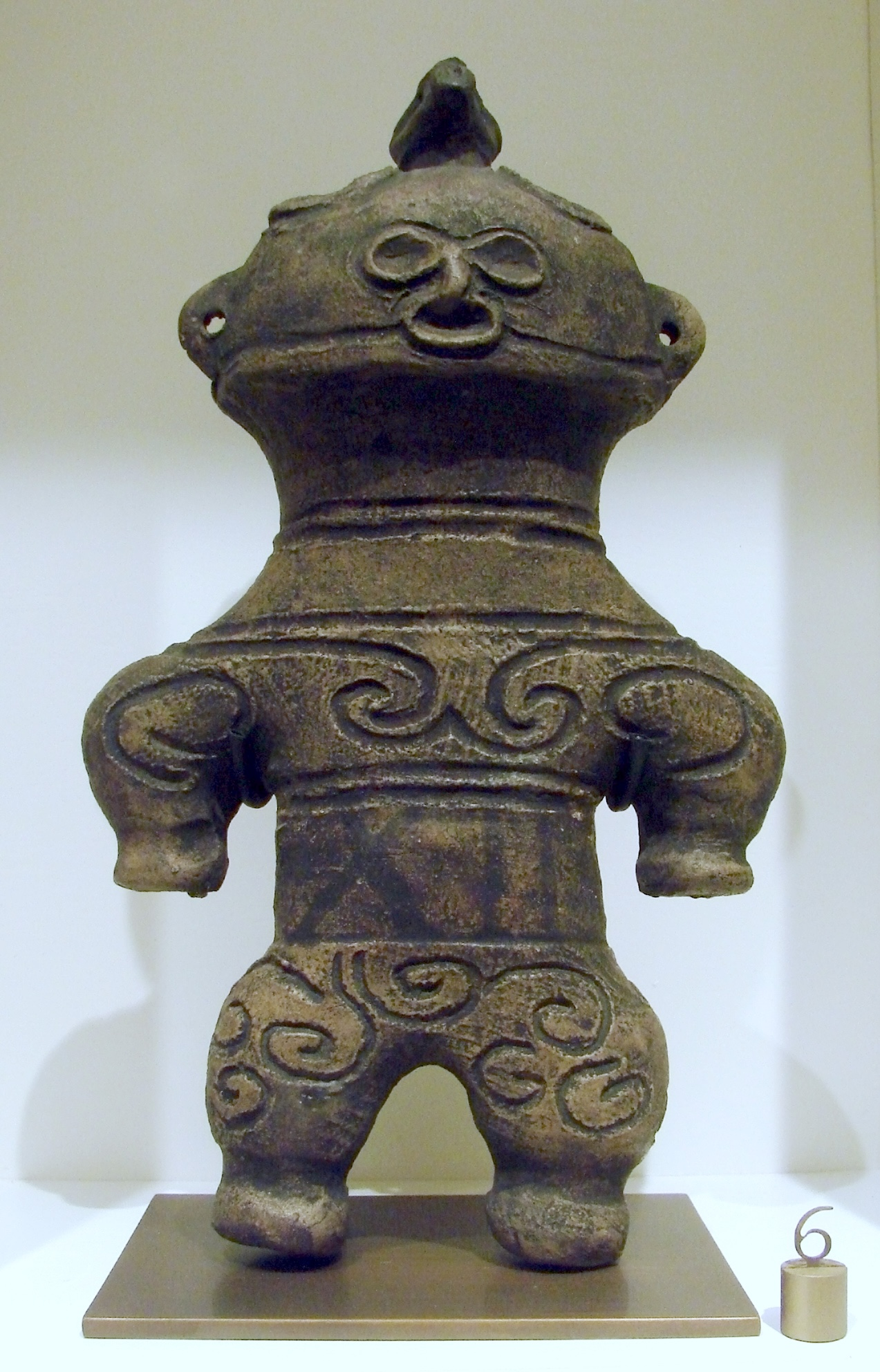
Figura de Dogū, Jomon. Musée Guimet (70608 3)

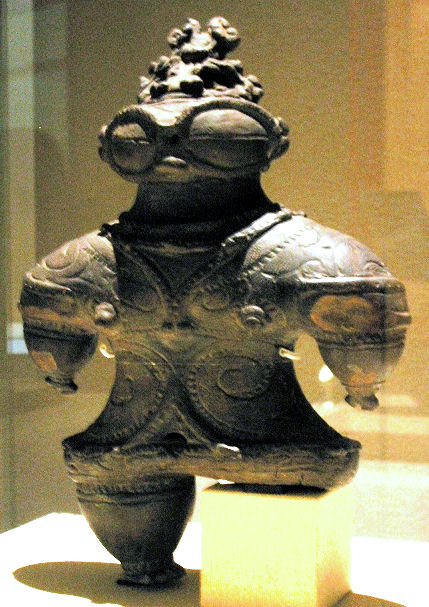
Shakōkidogū (遮光器土偶) (1000–400 a. C.) o figura de "ojos saltones". Museo Nacional de Tokio, Japón

Dogū (土偶 «figura de arcilla»?) son figuras de pequeños humanoides hechas a finales del período Jōmon (14.000 – 400 a. C.) de la prehistoria de Japón. Las Dogū son exclusivas de esta época, y no se siguieron creando durante el posterior período Yayoi. Hay diferentes clases de Dogū, dependiendo del área de exhumación y del período. De acuerdo con el Museo Nacional de Historia Japonesa, el número encontrado por el país es aproximadamente 15.000. Estas figuras fueron realizadas por todo Japón, excepto en Okinawa. La mayoría se han encontrado en la zona este, siendo poco común hallarlas en la oeste. El propósito de las Dogū es desconocido. No deben ser confundidas con la arcilla haniwa, objetos funerarios del período Kofun.

## Orígenes
Algunos estudiosos teorizan que las Dogū actuaron como efigies de personas, que manifestaron alguna especie de magia ritual. Por ejemplo, pudo haber sido una creencia que una enfermedad pudiera ser transmitida en las Dogū, que eran destruidas, curando así la dolencia u otra clase de desgracias.

## Características
Las Dogū están hechas de arcilla y son de pequeño tamaño, comúnmente de entre 10 a 30 cm. Muchas de ellas parecen ser figuras femeninas, poseen grandes ojos, cinturas estrechas y caderas anchas. También pueden ser consideradas como representaciones de diosas. Muchas cuentan con un gran abdomen, asociado con el embarazo, lo cual sugiere que los Jōmon las consideraban diosas madres. De acuerdo con el Museo  Metropolitano de Arte, estas figuras "sugieren una asociación con la fertilidad y rituales chamánicos". Las Dogū tienden a presentar caras amplias, brazos y manos pequeños y un cuerpo compacto. Muchas poseen ojos desorbitados o tienen rostros cordiformes. Bastantes presentan marcas en cara, torso y hombros, que pueden sugerir uso de tatuajes y son probablemente fruto de incisiones mediante bambú.

## Tipos deDogū
- "Cordiformes (o con cejas de media luna)".
- "Búho cornudo".[9]
- "Ojos desorbitados" (shakōkidogū).
- "Mujer embarazada".[10]

## Shakōkidogū
Las Shakōkidogū (遮光器土偶?) o Dogū de ojos desorbitados, fueron creadas en el período Jōmon. El nombre shakōki (literalmente "dispositivo opaco") proviene de la semejanza de las figuras con las tradicionales gafas de nieve Inuit. Otra característica distintiva son los exagerados glúteos, pecho y muslos femeninos. Además, el abdomen está cubierto de patrones, muchos de los cuales parecen haber sido pintados con bermellón. Las figuras más grandes son huecas.
Las figuras intactas son poco comunes, muchas están faltas de un brazo, pierna u otras partes del cuerpo. En muchos casos, estas partes han sido amputadas.
Esta clase de Dogū ha sido hallada en Kamegaoka, Tsugaru, Prefectura de Aomori; Teshiromori en Morioka, Prefectura de Iwate; Ebisuda en Tajiri, Prefectura de Miyagi; e Izumisawa Kaizuka en Ishinomaki, Prefectura de Miyagi.